# Ulupınar, Kemer
Ulupınar là một xã thuộc huyện Kemer, tỉnh Antalya, Thổ Nhĩ Kỳ. Dân số thời điểm năm 2011 là 939 người.